# Плетерешть
Плетерешть, Плетерешті (рум. Plătărești) — село у повіті Келераш в Румунії. Входить до складу комуни Плетерешть.
Село розташоване на відстані 23 км на південний схід від Бухареста, 78 км на захід від Келераші.

## Населення
За даними перепису населення 2002 року у селі проживали 1768 осіб.
Національний склад населення села:
| Національність | Кількість осіб | Відсоток |
| -------------- | -------------- | -------- |
| румуни         | 1678           | 94,9%    |
| цигани         | 84             | 4,8%     |

Рідною мовою назвали:
| Мова      | Кількість осіб | Відсоток |
| --------- | -------------- | -------- |
| румунська | 1751           | 99,0%    |
| циганська | 14             | 0,8%     |